# Drepanosticta marsyas
Drepanosticta marsyas – gatunek ważki z rodziny Platystictidae. Występuje endemicznie w Malezji – w górach Titiwangsa na Półwyspie Malajskim.